# Gorgonidium vargasii
Gorgonidium vargasii är en kallaväxtart som beskrevs av Josef Bogner och Dan Henry Nicolson. Gorgonidium vargasii ingår i släktet Gorgonidium och familjen kallaväxter.
Artens utbredningsområde är Peru. Inga underarter finns listade.